# Распопов Олександр Сергійович
Олекса́ндр Сергі́йович Распо́пов (26 квітня 1960 — 29 жовтня 2014 народився у місті Дніпропетровськ ) — доктор технічних наук, доцент, проректор з навчальної роботи (з 2002 по 2014рр.) Дніпровського національного університета залізничного транспорту імені академіка В. Лазаряна, завідувач кафедри (з 2006 по 2014рр.) «Мости» Дніпровського національного університета залізничного транспорту імені академіка В. Лазаряна.

## Біографія
- 1982р. закінчив з відзнакою Дніпровський національний університет залізничного транспорту імені академіка В. Лазаряна.
- від 1982 р. працював інженером галузевої науково-дослідної лабораторії динаміки мостів на кафедрі мостів у  ДІІТі (нині Дніпровський національний університет залізничного транспорту імені академіка В. Лазаряна).
- З грудня 1985 року навчався в очній аспірантурі, працював молодшим науковим, старшим науковим співробітником науково-дослідної частини університету, доцентом кафедри «Мости».
- 1989 року - кандидат технічних наук, захистив дисертацію за спеціальностями 01.02.03 – будівельна механіка та 05.23.15 – мости, тунелі та інші будівельні споруди на залізницях та автомобільних дорогах у спеціалізованій вченій раді ДІІТу. Тема дисертації «Логічні моделі в задачах динаміки нерозрізних та рамних мостових конструкцій».
- В 1998 та 1999 роках проходив стажування в університетах Франції за програмами французького уряду з підготовки кадрів в галузі економіки та менеджменту.
- 2001 року закінчив докторантуру університету.
- В листопаді 2002 року призначено проректором з навчальної роботи, а в липні 2006 року обрано завідувачем кафедри «Мости».
- 2009 р. захистив дисертацію на здобуття наукового ступеню доктор технічних наук за спеціальністю 05.23.17 – будівельна механіка. Тема дисертації «Автоматні та топологічні методи динамічного аналізу просторових стержневих систем».

## Нагороди
Распопов О. С. був дійсним членом Транспортної академії України, Почесний залізничник.

## Науковий доробок
Олександр Сергійович Распопов — автор 150 наукових праць та трьох монографій. Під його керівництвом захищено 1 кандидатська дисертація. Основним науковим напрямком  роботи є динаміка будівельних конструкцій, взаємодія штучних споруд з рухомим навантаженням. Протягом багатьох років, як проректор, проводив роботу у напрямку розширення міжнародних зв’язків з університетами країн ближнього та дальнього зарубіжжя (України, Франції, Польщі, Латвії, Казахстану та Киргизії.).

## Публікації
- Применение топологических методов к расчету пространственных колебаний двух- и трехмерных стержневых систем / А. С. Распопов // Вісн. Дніпропетр. нац. ун-ту залізн. трансп. iм. акад. В. Лазаряна. — 2008. — Вип. 22. — С. 117—124. [Архівовано 12 березня 2022 у Wayback Machine.] (рос.)
- Расчет многокомпонентных стержневых систем методом декомпозиции / А. С. Распопов // Вісн. Дніпропетр. нац. ун-ту залізн. трансп. iм. акад. В. Лазаряна. — 2008. — Вип. 25. — С. 105—109. [Архівовано 5 березня 2022 у Wayback Machine.] (рос.)
- Воздействие подвижных нагрузок на балочный мост, моделируемый системой дискретных элементов / А. С. Распопов, В. Е. Артемов, С. П. Русу // Стр-во, материаловед., машиностроение: сб. науч. тр. Приднепр. гос. акад. стр-ва и арх-ры. — 2008. — Вып. 47. — С. 493—501. (рос.)
- Применение автоматных методов в задаче об упругих колебаниях многопролетных стержней и рам / А. С. Распопов, О. О. Рубан, С. А. Чернышенко // Техн. механіка. — 2009. — № 3. — С. 141—149 (рос.)
- Автоматные и топологические методы в задачах динамики стержневых систем [Текст] : монография / А. С. Распопов ; Днепропетр. нац. ун-т ж.-д. трансп. им. В. Лазаряна. - Д. : Акцент, 2011. - 386 с. : рис., табл. - Бібліогр.: с. 340-383. - 300 прим. -